# Рион (город)
Ри́он (греч. Ρίον ή Ρίο, лат. Rhium) — малый город в Греции на северо-востоке Пелопоннеса. Расположен на мысе Рион на южном берегу пролива Рион и Андирион, у входа из залива Патраикос в Коринфский залив, в 8 километрах к северо-востоку от Патр. Входит в общину (дим) Патры в периферийной единице Ахея в периферии Западная Греция. Население 4664 жителя по переписи 2011 года. Площадь сообщества 3,45 квадратного километра.
В Рионе расположен кампус Университета Патр и одноимённое казино. В городе находится достаточно большая крепость. Здание Университета Патр и больница расположены на юго-востоке, вдоль побережья есть песчаные пляжи.
Через пролив Рион, отделяющий Патраикос от Коринфского залива, проходит мост Рион — Андирион. К юго-востоку расположены горы Панахаикон.

## Этимология
Название происходит от др.-греч. ῥίον мыс.

## История

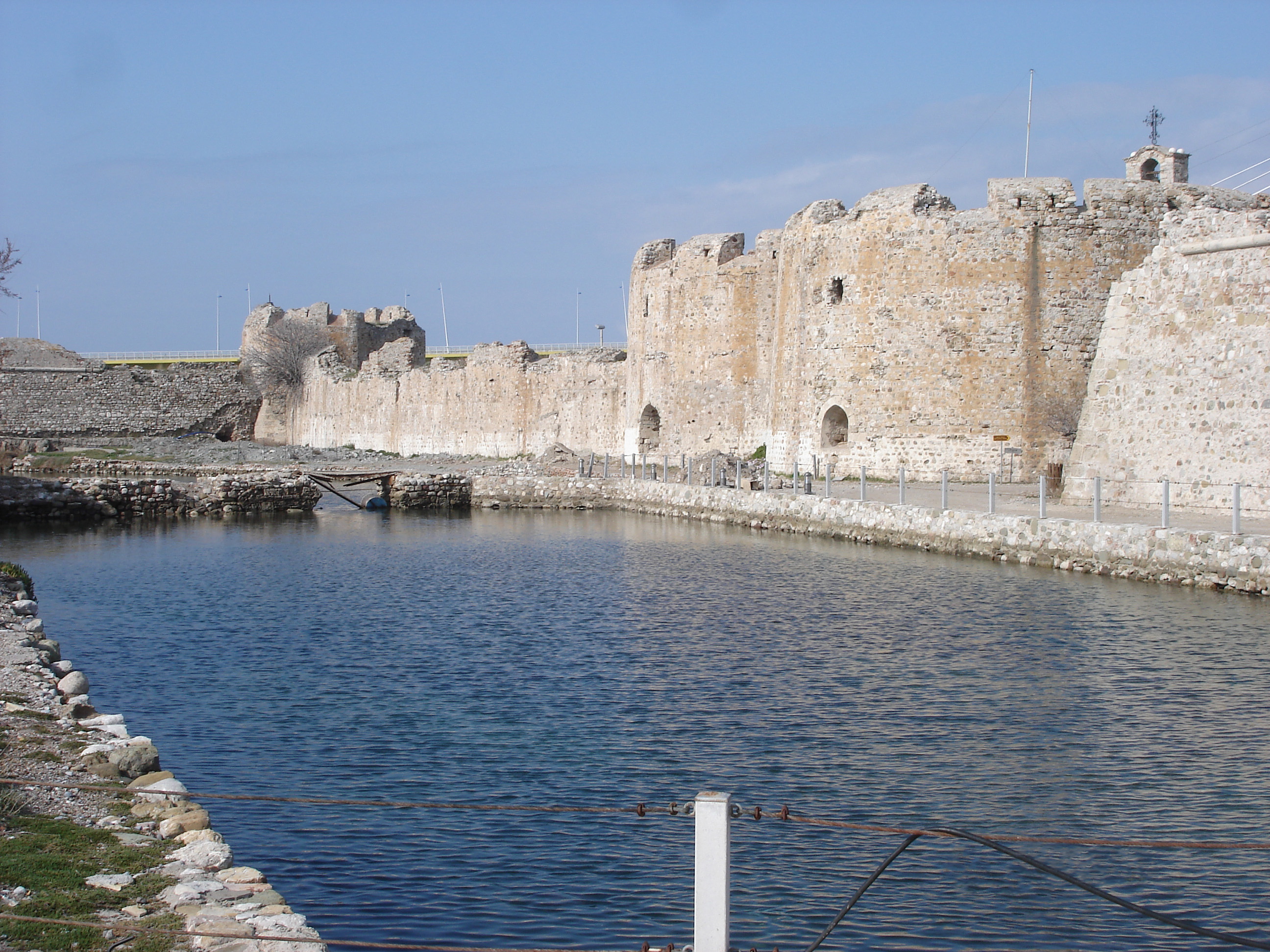
Крепость Рион

Поселение в Рионе было с античных времён. Здесь был храм Посейдона.
В 1499 году османский султан Баязид II возвел на руинах храма крепость Рион. В 1532 году крепость захватил генуэзский адмирал Андреа Дориа, в том же году турки вернули крепость. В 1603 году рыцари Мальтийского ордена разрушили крепость в ходе пиратского нападения на Патры и Лепанто. В ходе турецко-венецианской войны крепость захватил в 1687 году адмирал Франческо Морозини. В венецианский период крепость была перестроена и приняла современный вид. В 1697 году впервые упоминается поселение при крепости. В ходе турецко-венецианской войны в 1715 году турки вернули крепость. В 1828 году после осады французским экспедиционным корпусом турки сдали крепость генералу Мезону. Греки использовали крепость как тюрьму в 1831—1912 годах. В 1923 году по греко-турецкому обмену населением в Рионе поселились беженцы из Малой Азии. В 1941 году Рион был оккупирован странами «оси».

## Транспорт
В центре города находится железнодорожная станция проастиакос «Рион», расположенная на линии «Айос-Андреас» (Патры) — Айос-Василиос. Через Рион проходит автомагистраль «Иония» (Α5), часть европейского маршрута E55. Автомагистраль «Олимпия» (Α8), часть европейского маршрута E65, соединяет Рион с Элефсисом.

## Население
| Год  | Население, человек |
| ---- | ------------------ |
| 1991 | 3007               |
| 2001 | 5032               |
| 2011 | ↗ 5252             |